# Liste der Wappen im Landkreis Stendal
Diese Liste zeigt die amtlich genehmigten Wappen der Verbandsgemeinden, Städte und Gemeinden, sowie Wappen von ehemaligen Landkreisen, Verwaltungsgemeinschaften, Städten und Gemeinden im Landkreis Stendal in Sachsen-Anhalt.

Wappen des Landkreises Stendal
Der Landkreis Stendal in Sachsen-Anhalt
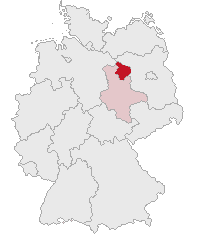
Der Landkreis Stendal in Deutschland

## Wappen der Verbandsgemeinden
Folgende Verbandsgemeinde führt kein Wappen:
- Verbandsgemeinde Arneburg-Goldbeck

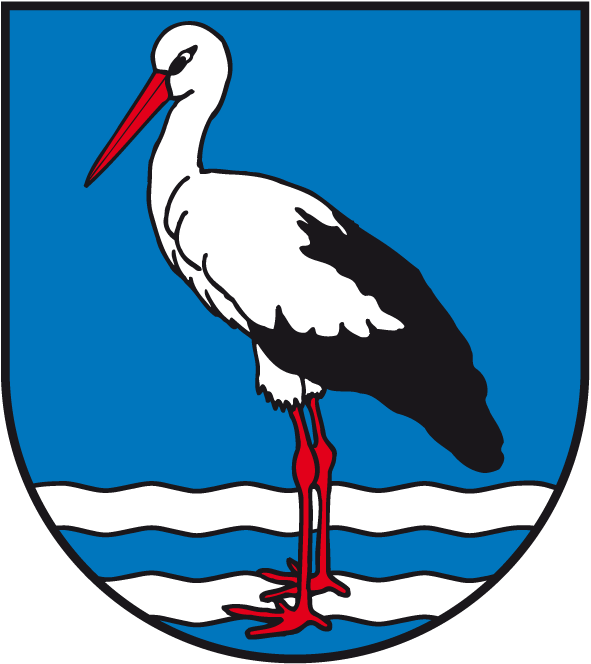
Verbandsgemeinde Elbe-Havel-Land
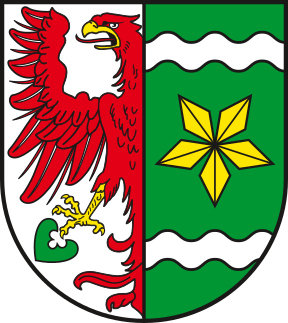
Verbandsgemeinde Seehausen (Altmark)

- Verbandsgemeinde
Elbe-Havel-Land[1]
- Verbandsgemeinde
Seehausen (Altmark)[2]

## Wappen der Städte und Gemeinden
Folgende Gemeinden führen kein Wappen:
| - Aland - Altmärkische Höhe - Bismark (Altmark) | - Goldbeck - Kamern | - Tangerhütte - Zehrental |  |

- Gemeinde
Altmärkische Wische[3]
- Stadt
Arneburg[4]
- Gemeinde
Eichstedt (Altmark)[5]
- Gemeinde
Hassel[6]
- Hansestadt
Havelberg[7]
- Gemeinde
Hohenberg-Krusemark[8]
- Gemeinde
Iden[9]
- Gemeinde
Klietz[10]
- Hansestadt
Osterburg (Altmark)[11]
- Gemeinde
Rochau[12]
- Stadt
Sandau (Elbe)[13]
- Gemeinde
Schollene[14]
- Gemeinde
Schönhausen (Elbe)[15]
- Stadt
Seehausen (Altmark)[16]
- Kreisstadt
Stendal[17]
- Kaiser- und Hansestadt
Tangermünde[18]
- Hansestadt
Werben (Elbe)[19]
- Gemeinde
Wust-Fischbeck[20]

## Wappen ehemaliger Landkreise

Landkreis Osterburg[21]
Landkreis Stendal bis 1994[22]

## Wappen ehemaliger Verwaltungsgemeinschaften

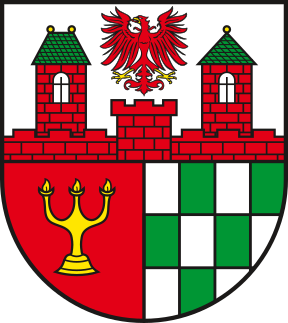
Verwaltungsgemeinschaft Arneburg-Krusemark
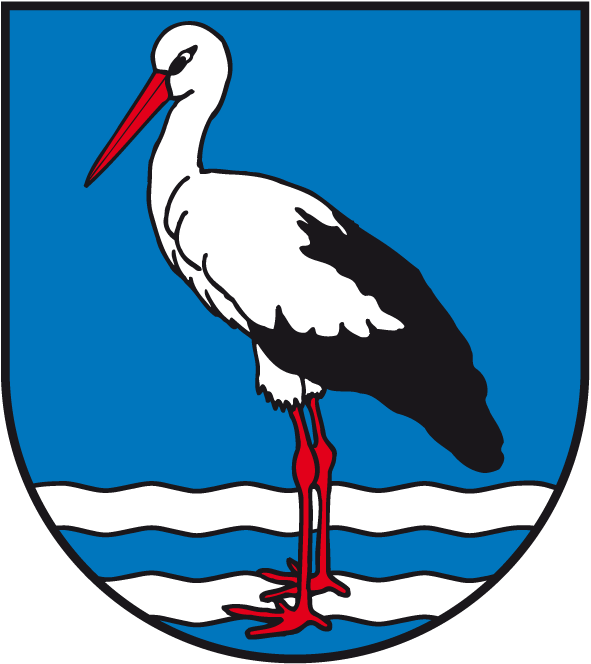
Verwaltungsgemeinschaft Elbe-Havel-Land
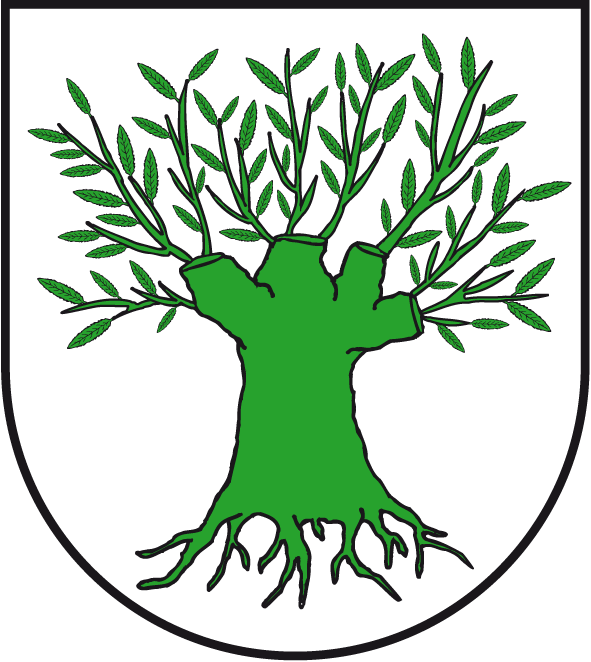
Verwaltungsgemeinschaft Kläden

## Wappen ehemaliger Städte und Gemeinden

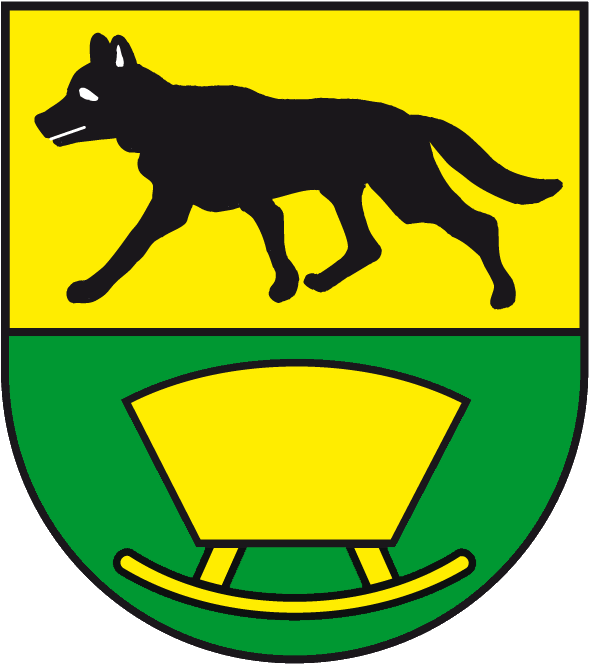
Stadt Bismark (Altmark) Ortsteil Badingen
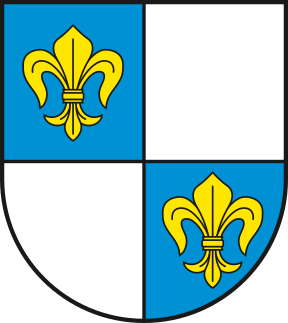
Stadt Arneburg Ortsteil Beelitz
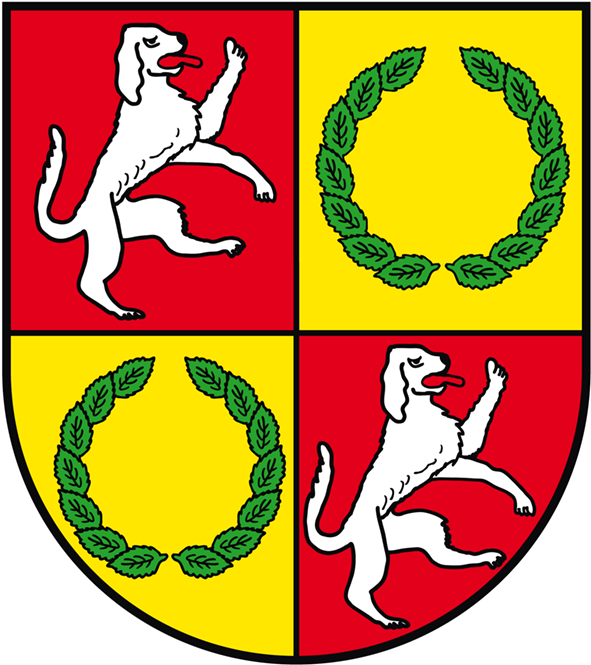
Stadt Tangerhütte Ortsteil Birkholz
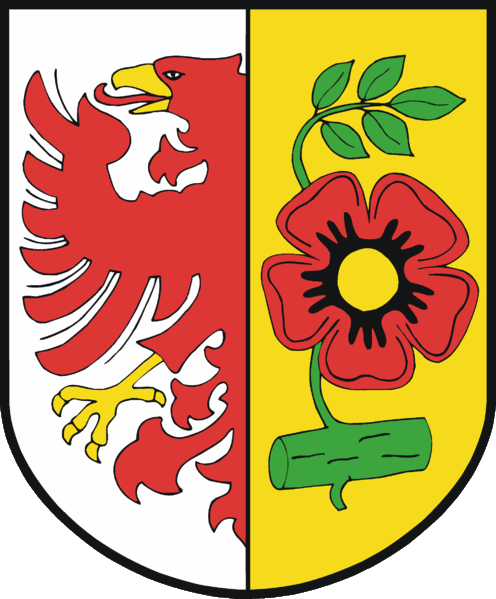
Stadt Bismark (Altmark) Ortsteil Bismark (Altmark)
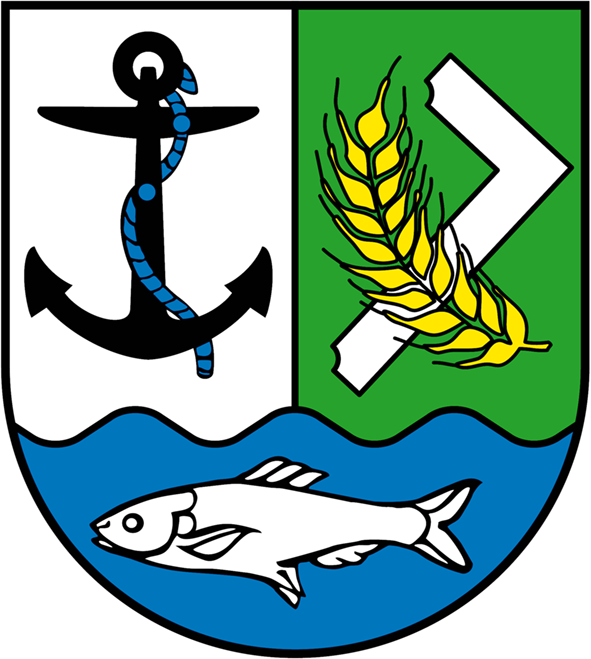
Stadt Tangerhütte Ortsteil Bittkau
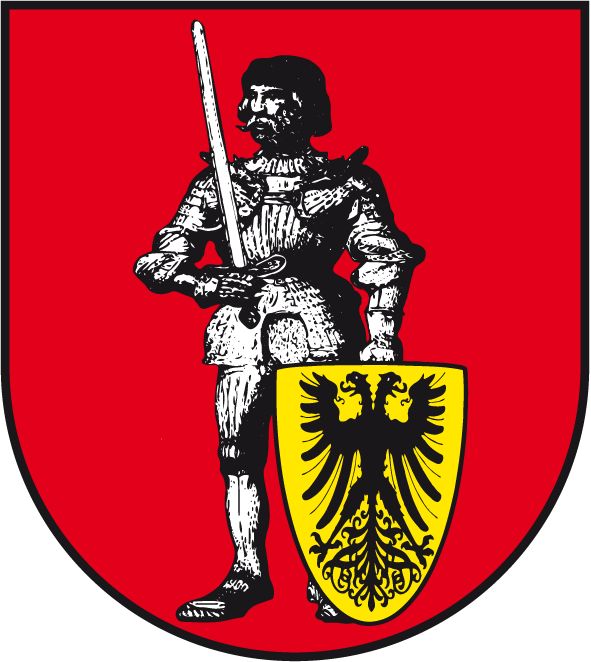
Stadt Tangermünde Ortsteil Buch
Stadt Bismark (Altmark) Ortsteil Büste[31]
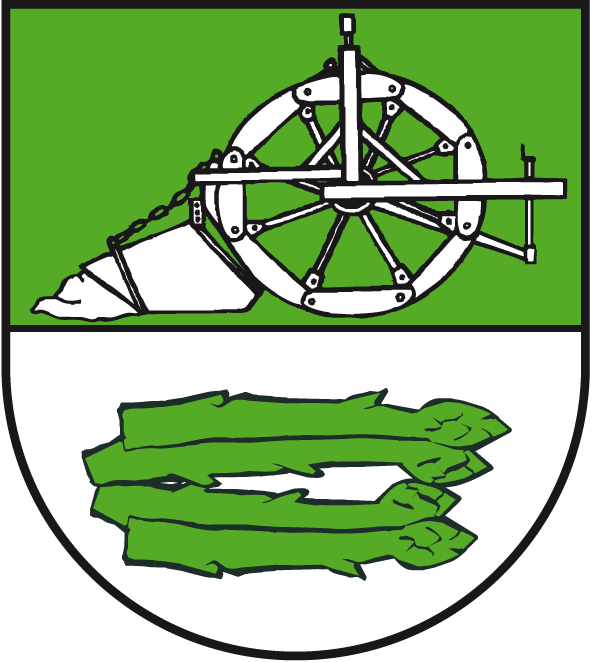
Stadt Tangerhütte Ortsteil Cobbel
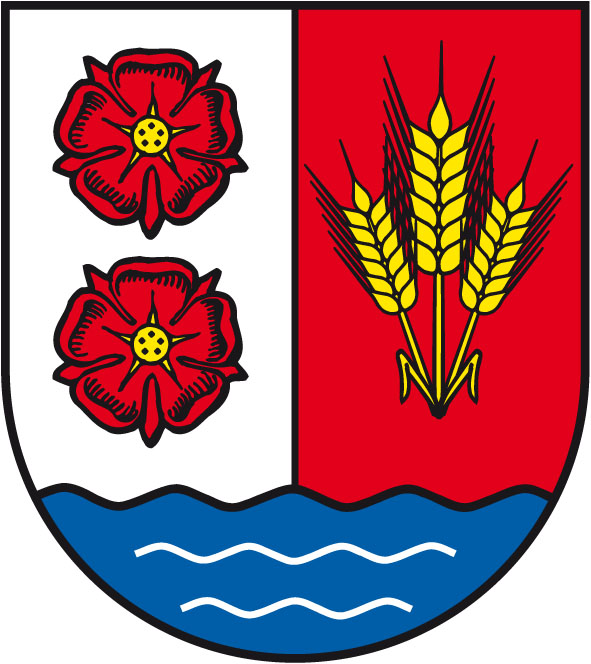
Stadt Tangerhütte Ortsteil Demker
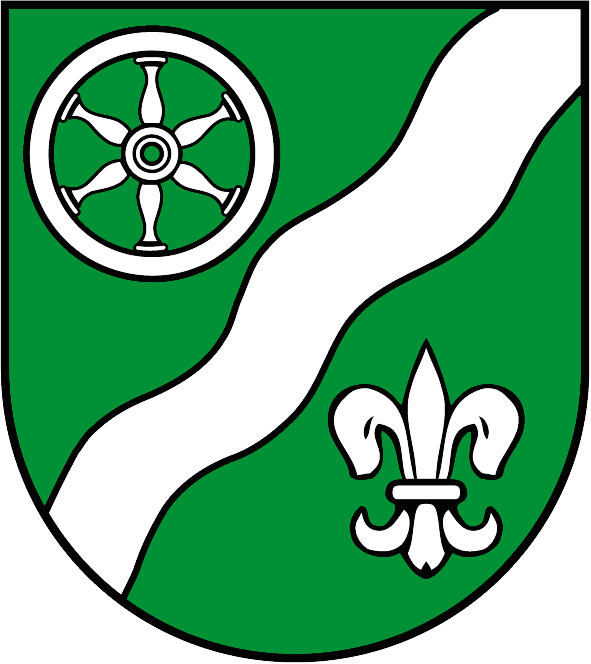
Stadt Osterburg (Altmark) Ortsteil Düsedau
Stadt Osterburg (Altmark) Ortsteil Erxleben[35]
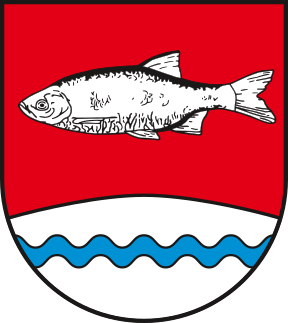
Gemeinde Wust-Fischbeck Ortsteil Fischbeck (Elbe)
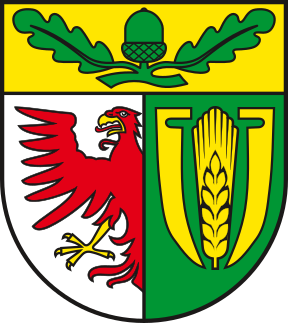
Stadt Bismark (Altmark) Ortsteil Garlipp
Stadt Havelberg Ortsteil Garz
Stadt Tangerhütte Ortsteil Grieben[38]
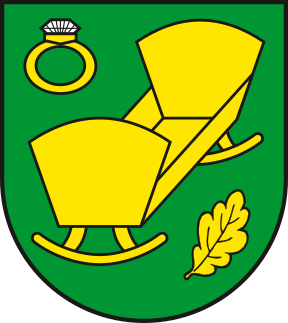
Stadt Stendal Ortsteil Groß Schwechten
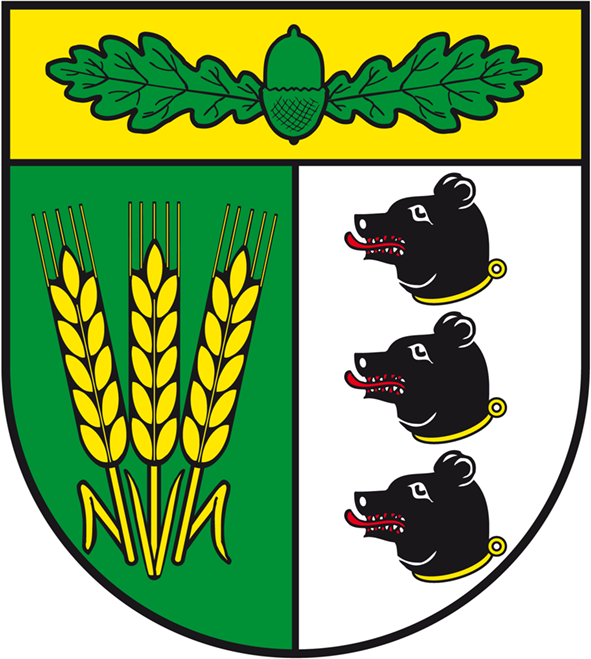
Stadt Tangerhütte Ortsteil Jerchel
Stadt Tangerhütte Ortsteil Kehnert[41]
Stadt Bismark (Altmark) Ortsteil Kläden[42]
Stadt Osterburg (Altmark) Ortsteil Königsmark[43]
Stadt Bismark (Altmark) Ortsteil Könnigde[44]
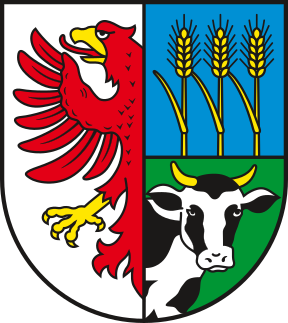
Stadt Bismark (Altmark) Ortsteil Kremkau
Stadt Osterburg (Altmark) Ortsteil Krevese[46]
Stadt Havelberg Ortsteil Kuhlhausen
Gemeinde Eichstedt (Altmark) Ortsteil Lindtorf[47]
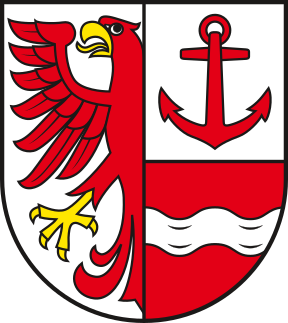
Stadt Tangerhütte Ortsteil Lüderitz
Stadt Osterburg (Altmark) Ortsteil Meseberg[49]
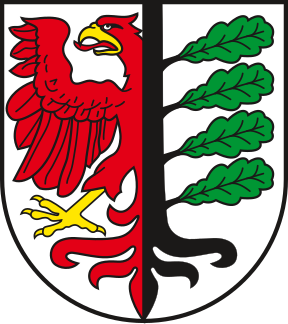
Stadt Bismark (Altmark) Ortsteil Meßdorf
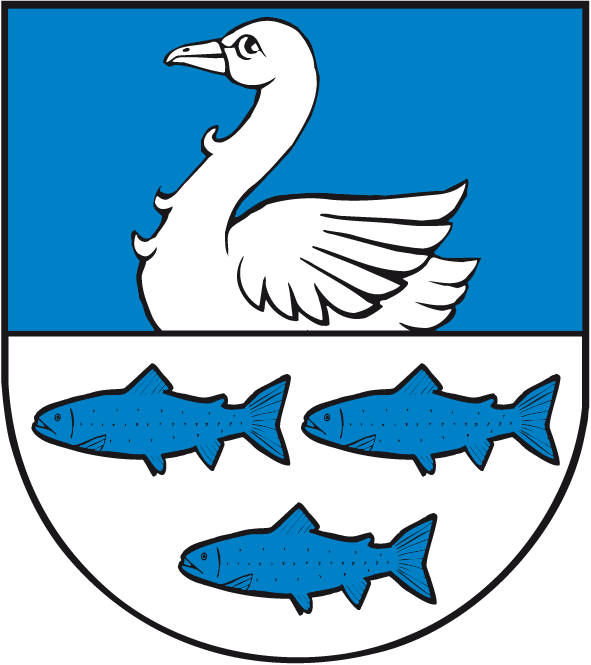
Gemeinde Klietz Ortsteil Neuermark-Lübars
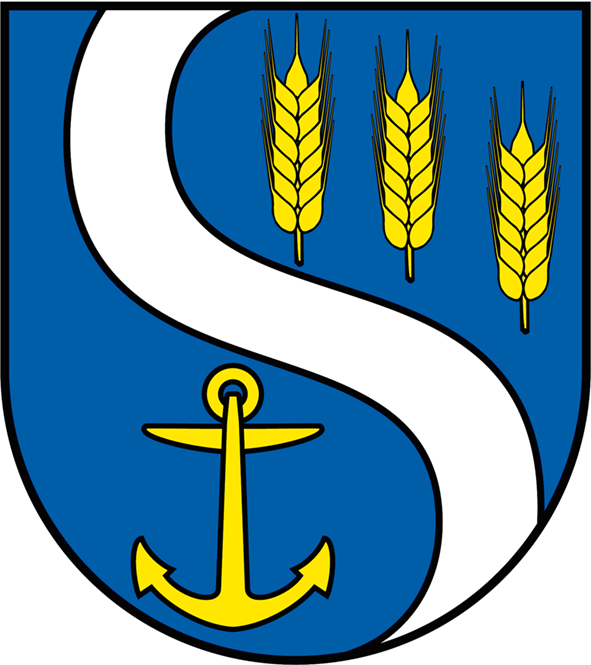
Stadt Tangerhütte Ortsteil Ringfurth
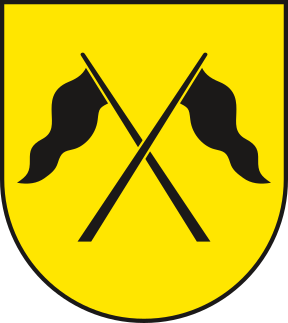
Gemeinde Hassel (Altmark) Ortsteil Sanne
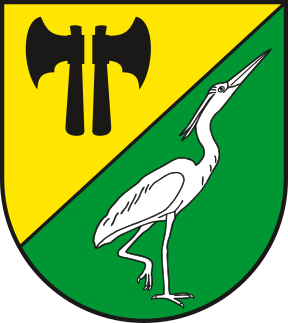
Stadt Bismark (Altmark) Ortsteil Schäplitz
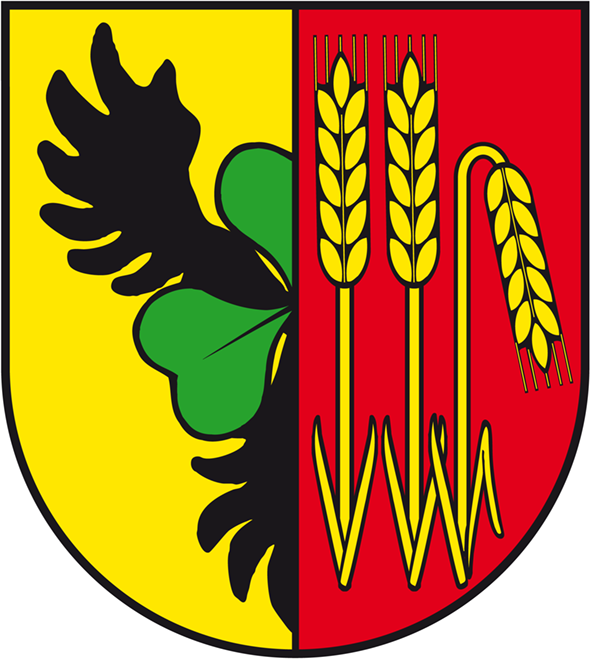
Stadt Bismark (Altmark) Ortsteil Schinne
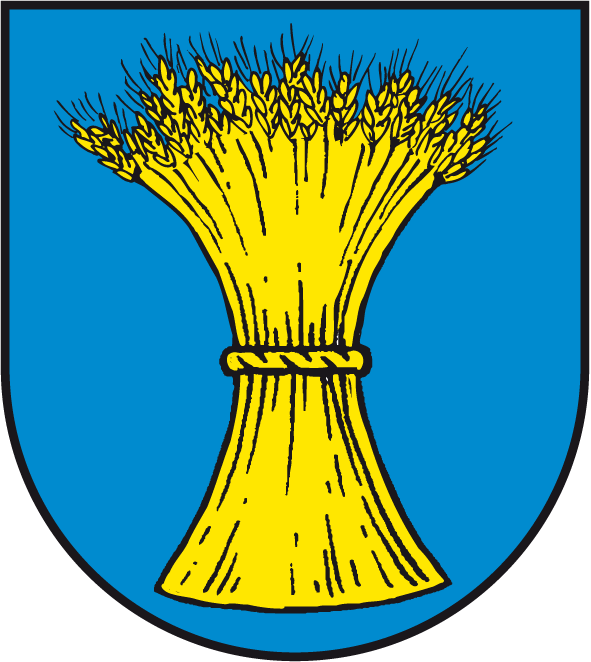
Gemeinde Kamern Ortsteil Schönfeld
Stadt Tangerhütte Ortsteil Tangerhütte[56]
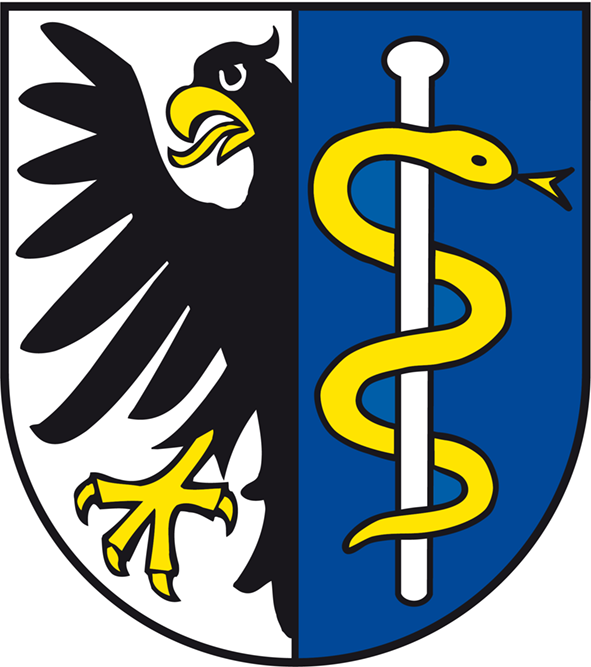
Stadt Stendal Ortsteil Uchtspringe
Stadt Tangerhütte Ortsteil Uetz[58]
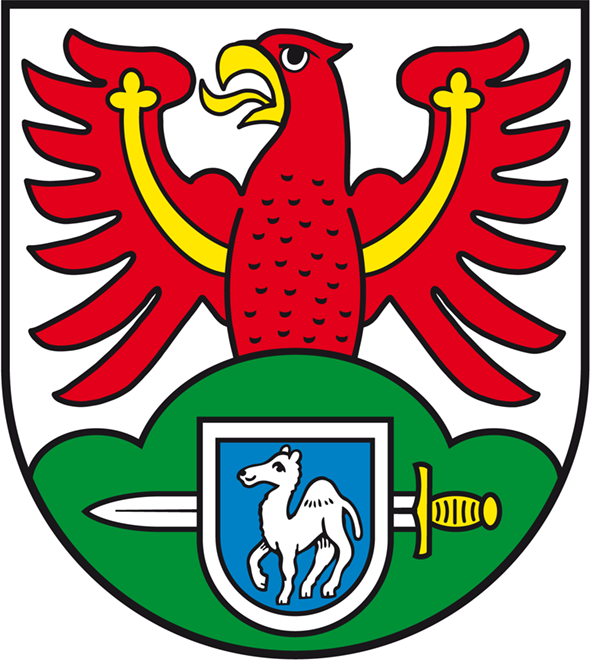
Stadt Stendal Ortsteil Vinzelberg
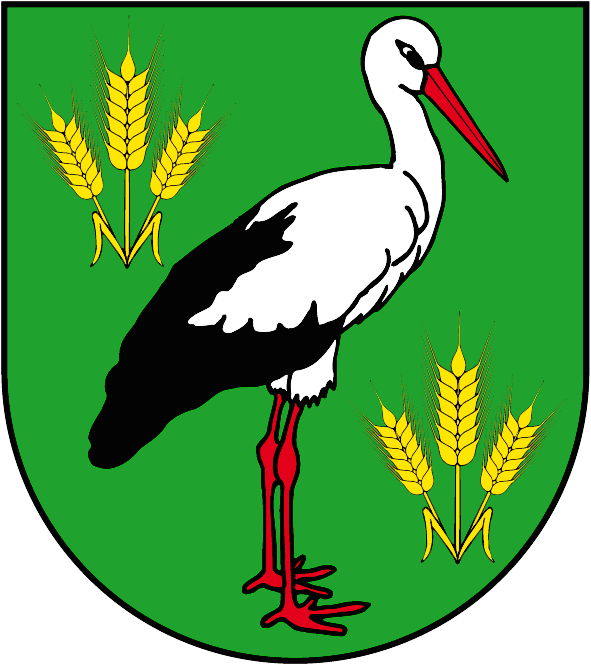
Gemeinde Aland Ortsteil Wahrenberg
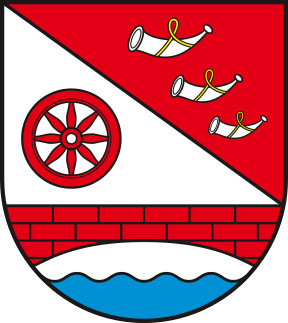
Stadt Osterburg (Altmark) Ortsteil Walsleben
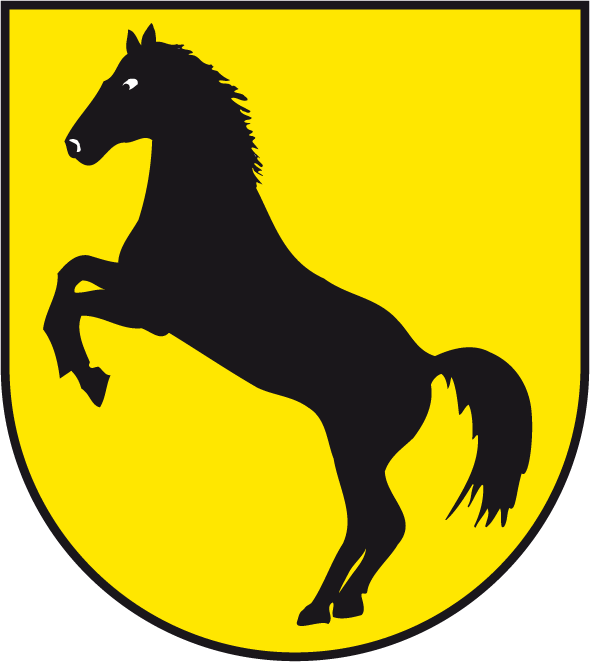
Stadt Havelberg Ortsteil Warnau
Stadt Tangerhütte Ortsteil Weißewarte[62]

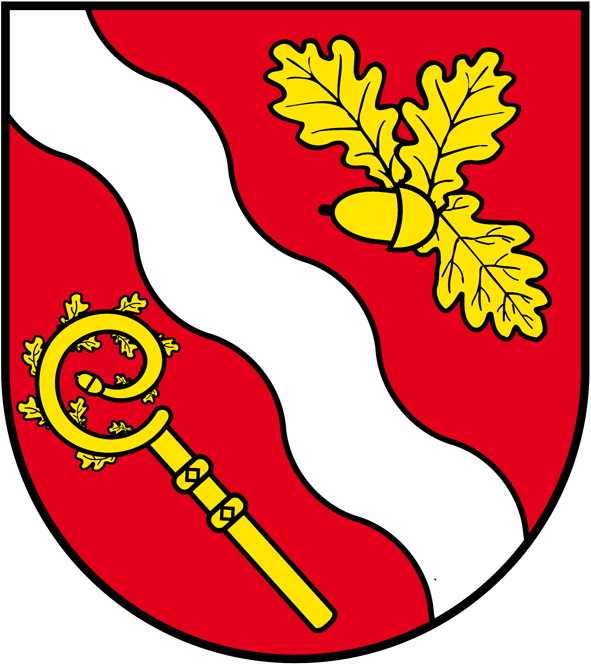
Gemeinde Altmärkische Wische Ortsteil Wendemark
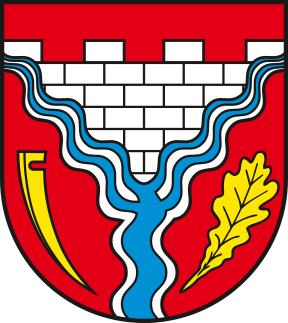
Stadt Tangerhütte Ortsteil Windberge
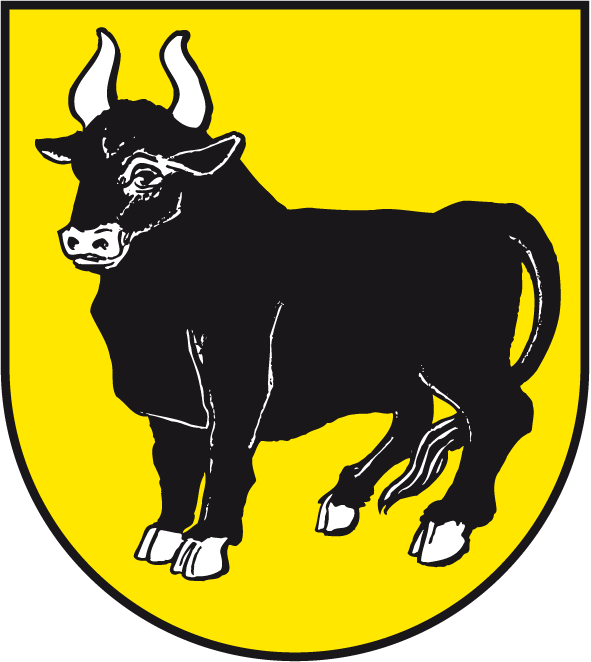
Gemeinde Kamern Ortsteil Wulkau
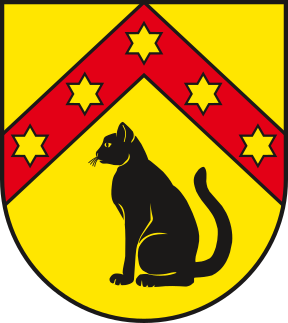
Gemeinde Wust-Fischbeck Ortsteil Wust
Gemeinde Altmärkische Wische Ortsteil Wendemark[63]
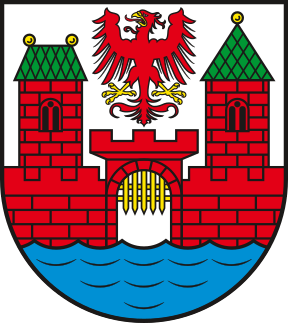
Stadt Tangerhütte
Gemeinde Eichstedt (Altmark)
Ortsteil Windberge[64]
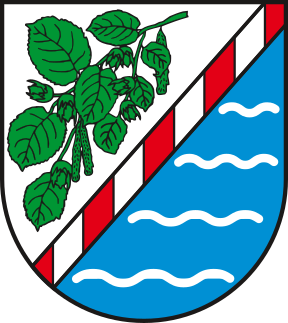
Gemeinde Kamern
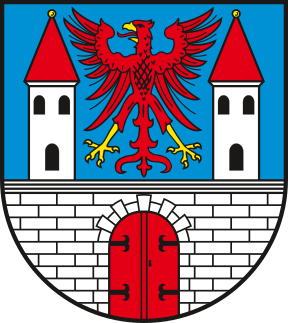
Hansestadt Havelberg
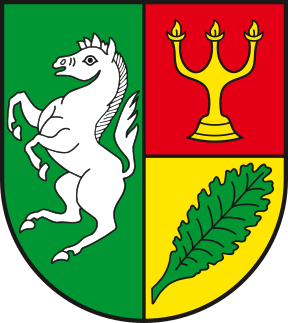
Gemeinde Hohenberg-Krusemark
Ortsteil Wulkau[65]
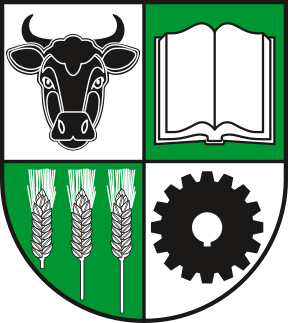
Gemeinde Wust-Fischbeck
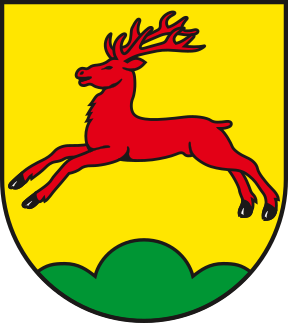
Gemeinde Klietz
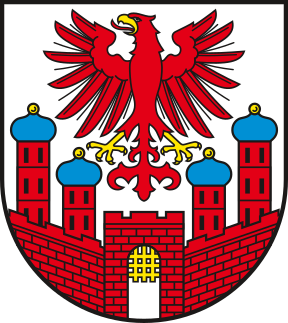
Hansestadt Osterburg (Altmark)
Gemeinde Rochau
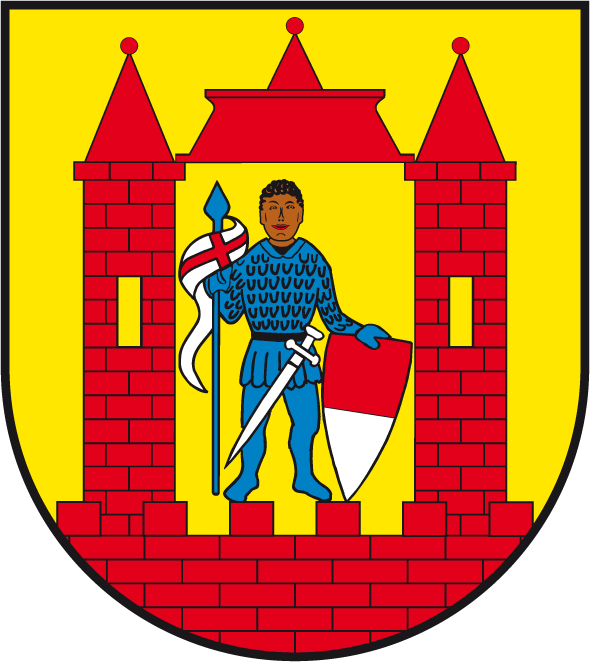
Stadt Sandau (Elbe)
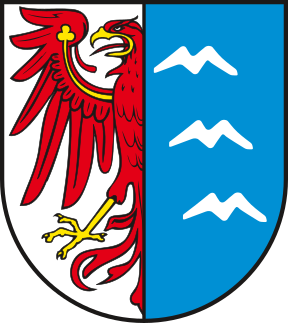
Gemeinde Schollene
Gemeinde Schönhausen (Elbe)
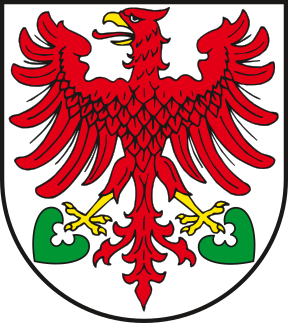
Stadt Seehausen (Altmark)
Kreisstadt Stendal
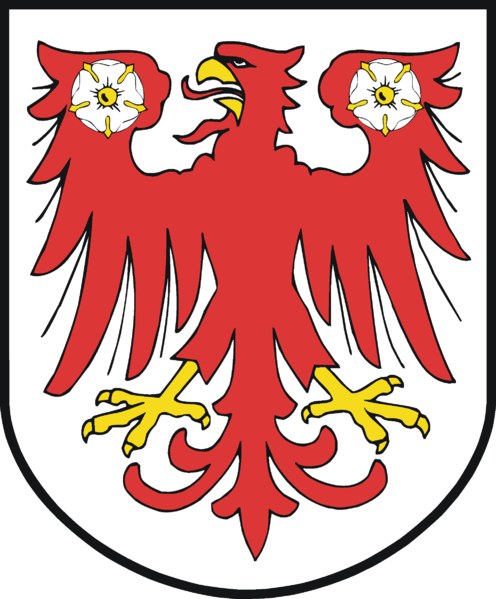
Kaiser- und Hansestadt Tangermünde
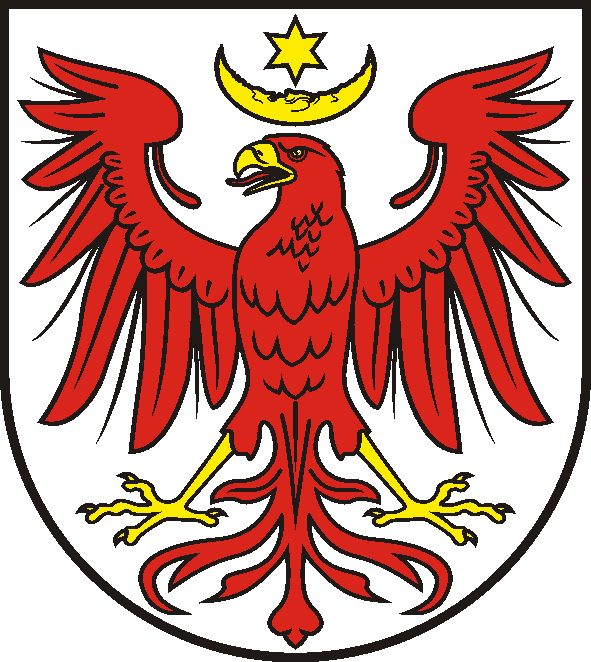
Hansestadt Werben (Elbe)
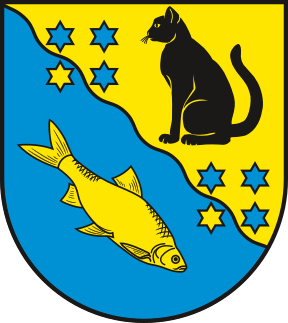
Gemeinde Wust-Fischbeck
Ortsteil Wust[66]

## Historische Wappen

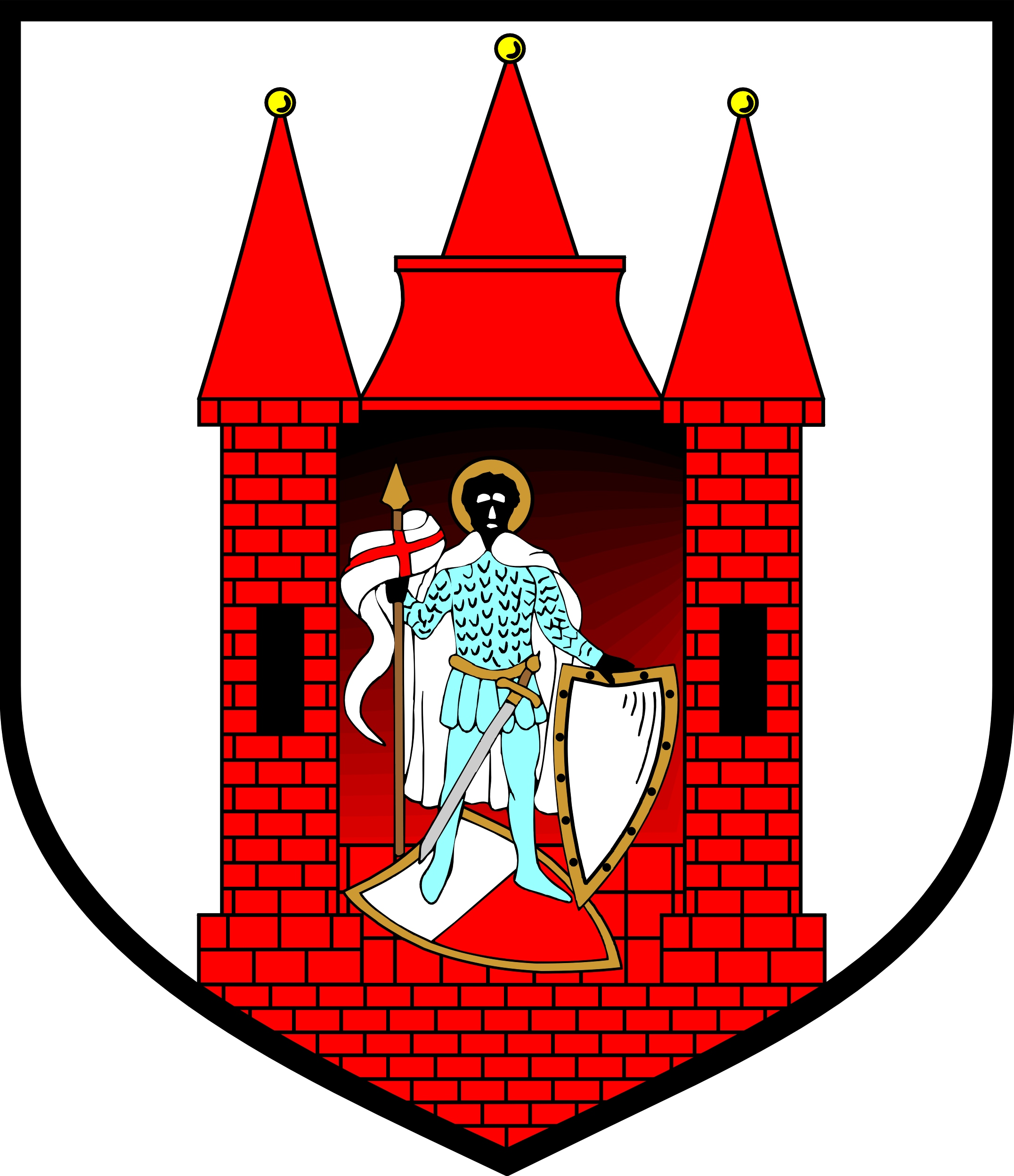
Stadt Sandau (Elbe)

- Stadt
Sandau (Elbe)[67]

## Blasonierungen
1. ↑  Verbandsgemeinde Elbe-Havel-Land: „In Blau vor zwei erniedrigten silbernen Wellenleistenstäben ein silberner Storch mit schwarzer Flügeldecke und rotem Schnabel und Beinen.“
2. ↑  Verbandsgemeinde Seehausen (Altmark): „Gespalten von Silber und Grün; vorn ein goldbewehrter, halber roter Adler am Spalt mit ausgeschlagener roter Zunge, der Fang begleitet von einem grünen Seeblatt, hinten zwischen zwei silbernen Wellenbalken fünf sternförmig angeordnete, gespaltene goldene Rauten.“
3. ↑  Altmärkische Wische: „Gespalten von Silber und Grün; vorn ein goldbewehrter, halber roter Adler am Spalt mit ausgeschlagener roter Zunge, der Fang begleitet von einem grünen Seeblatt; hinten ein silberner Spaten, bedeckt mit einer aus vier Weizenähren bestehenden goldenen Garbe.“
4. ↑  Arneburg: „In Silber über blauem Wasser eine rote Burg mit geöffnetem Tor und hochgezogenem Fallgatter; die goldbeknauften roten Türme mit unterschiedlicher Bedachung: der vordere mit grünem Satteldach, der hintere mit grünem Spitzdach; über dem Tor und zwischen den Türmen schwebend ein goldbewehrter roter Adler.“
5. ↑  Eichstedt: „Gespalten von Blau und Silber, vorn fächerförmig drei gesenkte goldene Schwerter mit rundem Kopf, hinten pfahlweise zwei blaue Eichenblätter mit je zwei kleinen goldenen Eicheln in blauer Kapsel an den Blattstielen.“
6. ↑  Hassel: „Schräglinks geteilt Silber über Blau und mit schräglinker, achtfach rotsilbern gespaltener Leiste belegt, oben ein belaubter grüner Haselzweig mit Blüten und Nüssen, unten vier silberne Wellenlinien.“
7. ↑  Havelberg: „In Blau eine durchgehende ungezinnte silberne Stadtmauer mit geschlossenem roten Tor, überragt von zwei silbernen Türmen mit roten Spitzdächern und goldenen Knäufen, zwischen den Türmen schwebend ein roter Adler golden bewehrt.“
8. ↑  Hohenberg-Krusemark: „Gespalten und halb geteilt von Grün, Rot und Gold; vorn ein steigendes silbernes Pferd, hinten oben ein dreiarmiger brennender goldener Leuchter, hinten unten ein schräglinks steigendes grünes Eichenblatt.“
9. ↑  Iden: „Von Silber und Grün geviert; Feld 1 ein schwarzer Kuhkopf, Feld 2 ein aufgeschlagenes silbernes Buch, Feld 3 drei silberne Ähren, Feld 4 ein schwarzes Zahnrad.“
10. ↑  Klietz: „In Gold ein springender roter Hirsch mit zehnendigem Geweih und schwarzen Hufen über einem grünen Dreiberg.“
11. ↑  Osterburg: „In Silber eine schräg ansteigende schwarzgefugte rote Zinnenmauer; das offene Tor mit hochgezogenem goldenen Fallgatter; hinter der Mauer zwei niedere innere und zwei höhere äußere Türme mit blauen goldbeknauften Kuppeldächern; zwischen den Türmen schwebend ein goldbewehrter roter Adler.“ Hauptsatzung § 2 Abs. 1 (Memento vom 27. September 2007 im Internet Archive)
12. ↑  Rochau: „Schräggeviert; oben in Silber 3 (2:1) schwarze Roche, unten in Silber eine schwarze ausgerissene Tanne. Vorn in Rot ein silberner Pflug, hinten in Rot ein silbernes Zahnrad.“
13. ↑  Sandau: „In Gold eine schwarz gefugte, rote Burg, bestehend  aus einer gezinnten Mauer und zwei Türmen mit beknauften Spitzdächern und je einer Fensteröffnung; die Türme verbunden durch ein abgeflachtes Dach mit aufgesetztem beknauften Kegel; darunter ein blau gekleideter  heiliger Mauritius mit Brustharnisch und gegürtetem silbernen Schwert, in der Linken einen von Rot und Silber geteilten Schild, in der Rechten eine blaue Lanze mit silbernem, rot bekreuzten Fähnlein haltend.“
14. ↑  Schollene: „Gespalten von Silber und Blau; vorn ein roter golden bewehrter Adler am Spalt mit goldenem Kleestengel auf dem Flügel, hinten pfahlweise schräg versetzt drei silberne Möwen in Form eines "M".“
15. ↑  Schönhausen: „In Blau ein von drei silbernen Eichenblättern bewinkeltes goldenes Kleeblatt.“
16. ↑  Seehausen: „In Silber einen golden bewehrten roten Adler mit ausgeschlagener Zunge, die Fänge begleitet von je einem grünen Seeblatt.“
17. ↑  Stendal: „Gespalten in Silber; vorn am Spalt ein roter golden bewehrter Adler, hinten vier (1:2:1) rautenförmige grüne Steine.“
18. ↑  Tangermünde: „In Silber ein golden bewehrter, rot gezungter roter Adler, die Sachsen besteckt mit je einer silbernen Rose mit goldenem Butzen.“
19. ↑  Werben (Elbe): „In Silber ein goldbewehrter roter Adler, über ihm schwebend ein liegender goldener Halbmond und ein sechsstrahliger goldener Stern.“
20. ↑  Wust-Fischbeck: „Im Wellenschnitt schräg geteilt Gold über Blau, hinten oben eine sitzende schwarze Katze mit aufgerichtetem Schwanz, vorn unten ein nach der Teilung gestellter linkshin schwimmender goldener Fisch, an der Teilung vorn oben und hinten unten in verwechselten Tinkturen je eine von der Teilungslinie durchlaufene Gruppe von vier (2:2) sechsstrahligen Sternen, dabei der vordere untere Stern jeder Gruppe unterhalb, die restlichen drei oberhalb der Teilung.“
21. ↑  Landkreis Osterburg: „Geteilt von Silber über Schwarz; oben ein wachsender goldbewehrter roter Adler; unten drei (2:1) goldene Rauten.“
22. ↑  Landkreis Stendal: „Geteilt von Silber über Blau; oben ein wachsender goldbewehrter roter Adler; unten ein dreiblättriges goldenes Kleeblatt, bewinkelt von drei silbernen Eichenblättern.“
23. ↑  VG Arneburg-Krusemark: „Geteilt und halbgespalten; oben in Silber wachsend eine gezinnte rote Burgmauer mit gezinntem Torturm und zwei Mauertürmen mit je einem Rundbogenfenster grünbedacht und goldbeknauft; der rechte Turm mit Satteldach, der linke mit Spitzdach; über dem Torturm schwebend ein goldbewehrter roter Adler; unten vorn in Rot ein dreiarmiger goldener Leuchter; unten hinten zweimal geteilt, dreimal gespalten von Silber und Grün.“
24. ↑  VG Elbe-Havel-Land: „In Blau vor zwei erniedrigten silbernen Wellenleistenstäben ein silberner Storch mit schwarzer Flügeldecke und rotem Schnabel und Beinen.“
25. ↑  Badingen: „Geteilt von Gold und Grün, oben ein laufender schwarzer Wolf, unten eine goldene Wiege.“
26. ↑  Beelitz: „Geviert von Blau und Silber; Feld 1 und 4: eine goldene heraldische Lilie.“
27. ↑  Birkholz: „Geviert von Rot und Gold; Feld 1 und 4: eine linksgewendete steigende silberne Bracke mit roter Zunge, Feld 2 und 3: ein oben offener grüner Blätterkranz.“
28. ↑  Bismark (Altmark): „Gespalten von Silber und Gold; vorn ein golden bewehrter roter Adler am Spalt, hinten eine rote Rose mit goldenem Butzen, grünem Blatt und Stiel.“ (Das Stadtwappen (Memento vom 27. September 2007 im Internet Archive))
29. ↑  Bittkau: „Gespalten von Silber und Grün über blauem Wellenschildfuß, vorn ein schwarzer Anker mit durchschlungenem blauem Ankertau, hinten schräg gekreuzt eine goldene Ähre und ein silbernes Winkelmaß, im Schildfuß ein silberner Fisch.“
30. ↑  Buch: „In Rot ein Roland barhäuptig in silberner Rüstung; in der Rechten ein aufgerichtetes Schwert haltend, das linke Bein mit einem goldenen Schild mit schwarzem Doppeladler belegt.“
31. ↑  Büste: „Ein gespaltenes Schild vorn Grün einen silbernen Wellenbalken, der oben begleitet wird von einem silbernen goldbewehrten Rinderkopf und unten von einem zweiblättrigen Eichenzweig mit goldener Frucht. Hinten viermal geteilt mit vier halben Spitzen von Rot und Silber.“
32. ↑  Cobbel: „Geteilt von Grün über Silber, oben eine silberne Spargelspinne (Gerät zur Bodenbearbeitung) mit schwarzer Kette, unten waagerecht untereinander vier grüne Spargelstangen mit nach links zeigenden Köpfen.“
33. ↑  Demker: „Gespalten von Silber und Rot über blauem Wellenschildfuß, vorn pfahlweise zwei rote Rosen mit goldenem Butzen und roten Kelchblättern, hinten drei goldene Ähren, im Schildfuß zwei silberne Wellen.“ (Amtsblatt des Landkreis Nr. 15/2008, S. 102.; PDF; 260 kB)
34. ↑  Düsedau: „In Grün ein schräglinker silberner Wellenbalken, oben ein sechsspeichiges silbernes Wagenrad, unten eine silberne Lilie.“ Hauptsatzung § 2 Abs. 1 (Memento vom 27. September 2007 im Internet Archive)
35. ↑  Erxleben: „Geviert von Silber und Blau; Feld 1 und 4 ein blaues Wagenrad.“ Hauptsatzung § 2 Abs. 1 (Memento vom 27. September 2007 im Internet Archive)
36. ↑  Fischbeck: „In Rot über gewölbtem, silbernem Schildfuß, belegt mit einem blauen Wellenleistenstab, ein schwimmender silberner Fisch.“
37. ↑  Garlipp: „Gespalten von Silber und Grün mit goldenem Schildhaupt, im Schildhaupt ein grüner Eichenzweig mit einer Eichel und zwei in die Oberecken weisenden Blätter, vorn am Spalt ein halber golden bewehrter roter Adler mit ausgeschlagener roter Zunge, hinten eine goldene Ähre zwischen zwei gestürzten zugewendeten goldenen Sensenblättern.“ (Amtsblatt der Landkreis Nr. 16/2008, S. 108.; PDF; 130 kB)
38. ↑  Grieben: „Von Rot und Silber schräg geteilt; belegt mit einem oberseits silbern bordierten schrägen blauen Wellenbalken, oben einer goldenen Getreidegarbe und unten einer ausgerissenen schwarzen Eiche mit grünem Laub und Eicheln.“ (Amtsblatt der Landkreis Nr. 14/2009, S. 145. (Memento des Originals vom 17. April 2016 im Internet Archive)  Info: Der Archivlink wurde automatisch eingesetzt und noch nicht geprüft. Bitte prüfe Original- und Archivlink gemäß Anleitung und entferne dann diesen Hinweis.; PDF; 225 kB)
39. ↑  Groß Schwechten: „In Grün eine schräglinke goldene Wiege, beseitet rechts oben von einem goldenen Ring mit silbernem Stein, links unten von einem schräglinken goldenen Eichenblatt.“
40. ↑  Jerchel: „Gespalten von Grün und Silber unter goldenem Schildhaupt, vorn drei goldene Ähren mit Halmblättern, hinten pfahlweise drei abgeschnittene schwarze Bärenköpfe mit ausgeschlagenen roten Zungen und goldenen Halsbändern mit Ring, im Schildhaupt eine grüne Eichel mit zwei zu den Seiten weisenden Eichenblättern.“
41. ↑  Kehnert: „Geteilt von Silber über Blau; oben schwebend ein rundbogig geschwungenes rotes Gattertor zwischen zwei höheren spitzbedachten Pfeilern und zwei kleineren Rundbogentoren; unten ein gesenkter silberner Anker, beseitet von zwei zugewendeten silbernen Fischen.“
42. ↑  Kläden: „In Silber ein schwarzer Schrägbalken belegt mit einem grünen Mittelschild begleitet von zwei grünen Eichenblättern, im Mittelschild zwei silberne abgewendete Äxte.“
43. ↑  Königsmark: „Gespalten von Grün und Silber, vorn pfahlweise drei silberne Lilien, hinten am Spalt drei linke rote Spitzen.“ Hauptsatzung § 2 Abs. 1 (Memento vom 27. September 2007 im Internet Archive)
44. ↑  Könnigde: „Gespalten von Silber und Blau; vorn ein rot gezungter roter Adler am Spalt, golden bewehrt mit schwarzen Krallen; hinten ein gepanzerter silberner Arm mit nach links erhobenem silbernen Schwert mit goldenem Griff, begleitet links von einem sechsstrahligen (1:2;2:1) goldenen Stern.“
45. ↑  Kremkau: „Gespalten und halb geteilt, vorn in Silber am Spalt ein halber roter Adler, golden bewehrt und rot gezungt, hinten oben in Blau wachsend drei goldene Ähren mit jeweils einem Halmblatt, hinten unten in Grün aus dem Spalt hervorbrechend ein herschauendes schwarz-silbern geflecktes Rind mit goldenen Hörnern.“
46. ↑  Krevese: „Gespalten von Silber und Blau, vorn eine romantische blaue Säule, hinten ein von drei silbernen Eichenblättern bewinkeltes, dreiblättriges silbernes Kleeblatt.“ Hauptsatzung § 2 Abs. 1 (Memento vom 11. März 2007 im Internet Archive)
47. ↑  Lindtorf: „Gespalten von Rot und Silber, vorn ein silberner steigender links gewendeter Drache mit goldener ausgeschlagener Zunge und Bewehrung, hinten ein rotes steigendes Rind mit schwarzen Hörnern und Klauen, um den Hals ein goldenes Band mit zwei abflatternden Enden.“
48. ↑  Lüderitz: „Gespalten und halb geteilt; vorn am Spalt in Silber ein halber roter Adler, golden bewehrt und gezungt, hinten oben in Silber ein roter Anker mit Ring, hinten unten in Rot ein silberner Wellenbalken.“
49. ↑  Meseberg: „Gespalten von Gold und Blau; vorn ein blauer Weidenzweig, mittig auf dem Spalt eine viersprossige Leiter, unten von einer Pflugschar begleitet in verwechselten Tinkturen, hinten eine goldene Ähre mit Halmblättern.“
50. ↑  Meßdorf: „Gespalten in Silber; vorn am Spalt ein golden bewehrter, rot gezungter roter Adler; hinten am Spalt eine schwarze bewurzelte Eiche mit vier grünen Blättern, pfahlweise.“
51. ↑  Neuermark-Lübars: „Von Blau und Silber geteilt, oben eine schwimmende silberne Gans an der Teilung, unten drei blaue Fische (2:1).“
52. ↑  Ringfurth: „In Blau ein schlangenlinienförmig gebogener silberner Pfahl, begleitet in der Biegung oben links von drei goldenen Ähren und in der Biegung unten rechts von einem goldenen Anker.“
53. ↑  Sanne: „In Gold zwei gekreuzte schwarze Stäbe mit herabflatternden schwarzen Wimpeln.“
54. ↑  Schäplitz: „Schräglinks geteilt von Gold über Grün; oben zwei aufrechtstehende abgewendete schwarze Äxte, unten ein linkshin sehender silberner Reiher mit anliegenden Flügeln.“
55. ↑  Schinne: „Gespalten von Gold und Rot; vorn am Spalt ein halbes grünes Kleeblatt bewinkelt von schwarzen Flügen, hinten drei goldene Ähren mit je zwei Halmblättern, die links außen stehende mit geknicktem Halm und gesenkter Ähre.“
56. ↑  Tangerhütte: „Gespalten in Silber; vorn am Spalt ein goldbewehrter roter Adler, hinten aus dem unteren Schildrand wachsend drei grüne Ähren, darüber schräggekreuzt schwarze Berghämmer.“ (Lexikon Städte und Wappen der DDR 1979)
57. ↑  Uchtspringe: „Gespalten von Silber und Blau, vorn ein halber golden bewehrter schwarzer Adler am Spalt, hinten ein silberner Äskulapstab mit goldener Schlange.“ (Amtsblatt des Landkreis Nr. 08/2008, S. 60.; PDF; 187 kB)
58. ↑  Uetz: „Geviert von Silber und Rot; Feld 1: zwei mit dem Blatt nach unten schräggekreuzte rote Spaten, Feld 4: ein roter Hobel.“
59. ↑  Vinzelberg: „In Silber aus grünem Dreiberg wachsend ein roter Adler mit goldenem Schnabel und Zunge sowie goldenen Kleestängeln auf den Saxen, der Dreiberg belegt mit einem querliegenden, die Klinge nach rechts kehrenden silbernen Schwert mit goldenem Griff und Parierstange, und einem das Schwert überdeckenden silbern bordierten blauen Schild, darin ein schreitendes silbernes Dromedar.“ (Amtsblatt des Landkreis Nr. 11/2009, S. 117. (Memento des Originals vom 3. Januar 2016 im Internet Archive)  Info: Der Archivlink wurde automatisch eingesetzt und noch nicht geprüft. Bitte prüfe Original- und Archivlink gemäß Anleitung und entferne dann diesen Hinweis.; PDF; 180 kB)
60. ↑  Wahrenberg: „In Grün ein linksgewendeter silberner Storch mit schwarzer Flügeldecke und rotem Schnabel und Beinen, begleitet rechts oben und links unten von je drei goldenen Ähren.“
61. ↑  Walsleben: „Von Rot über Silber schrägrechts geteilt; oben drei untereinander versetzte silberne Jagdhörner mit goldener Schnur, von oben nach unten kleiner werdend, die Schallöffnung nach rechts gekehrt; unten ein achtspeichiges rotes Wagenrad; im silbernen Schildfuß mit blauem Wellengrund eine durchgehende, einbögige, schwarz gefugte rote Steinbrücke mit glattem Joch.“ Hauptsatzung § 2 Abs.1
62. ↑  Weißewarte: „In Rot ein silberner aus dem Schildfuß wachsender gezinnter Turm mit zwei offenen Fenstern übereinander; im Schildhaupt in Silber ein fünffach geästeter roter Holzstamm.“
63. ↑  Wendemark: „In Rot ein schräger silberner Wellenbalken, nach der Figur begleitet von oben drei fächerartig gestellten goldenen Eichenblättern mit einer Eichel und unten dem Oberteil eines goldenen Bischofsstabes mit in einer Eichel auslaufender und hervorsprießenden kleinen Eichenblättern verzierter Krümme.“
64. ↑  Windberge: „In Rot wie eine leicht erniedrigte Deichsel ein Zusammenfluss zweier Ströme, die beiden oberen, sich zum Schildrand hin verjüngenden gewellten Ströme zweifach blausilbern gebändert, der schildgrundwärts fließende silbern bordierte blaue Strom ebenfalls gewellt, im Winkel der oberen Ströme eine durchgehende schwarz gefugte silberne Mauer mit vier Zinnen, der Zusammenfluss im unteren Teil begleitet vorn von einem gesenkten goldenen Sensenblatt und hinten einem goldenen Eichenblatt.“
65. ↑  Wulkau: „In Gold ein stehender schwarzer Stier mit silbernem Gehörn und Hufen.“
66. ↑  Wust: „In Gold ein roter Sparren, belegt mit fünf sechsstrahligen goldenen Sternen, im Winkel des Sparrens eine sitzende schwarze Katze mit aufgerichtetem Schwanz.“ (Amtsblatt des Landkreis Nr. 20/2007, S. 110.; PDF; 480 kB)
67. ↑  Sandau: „In Silber eine gefugte rote Burg mit drei goldbeknauften Dächern; zwischen zwei schlanken Türmen und auf einem von Silber und Rot geteilten Schild stehend der gerüstete heilige Mauritius mit silbernem Mantel und gegürtetem goldenem Schwert, in der Linken einen silbernen Kampfschild, in der Rechten eine Lanze haltend, daran ein silbernes Fähnchen mit rotem Kreuz.“